# Síbia estriada
La síbia estriada (Actinodura souliei) és una espècie d'ocell de la família dels leiotríquids (Leiothrichidae) que habita als sotaboscs del sud-oest de la Xina i nord del Vietnam.